# Хемельхаузен
Хемельхаузен (нем. Hämelhausen) — община в Германии, в земле Нижняя Саксония.
Входит в состав района Ниэнбург-на-Везере. Подчиняется управлению Айструп. Население составляет 575 человек (на 31 декабря 2010 года). Занимает площадь 9,07 км².
| Год  | Население |
| ---- | --------- |
| 1990 | 535       |
| 1995 | 561       |
| 2000 | 568       |
| 2005 | 589       |
| 2010 | 582       |